# Château de Nevitsky
Le château de Nevitsky (en ukrainien : Невицький замок ; en polonais : Zamek Newycki) est un château ukrainien situé à douze kilomètres au nord-est d'Oujhorod.

## Localisation
Le château de Nevitsky est situé à douze kilomètres au nord-est d'Oujhorod, dans l'extrême ouest de l'Ukraine. Il se trouve à proximité du château de Seredniansky, dans la commune de Serednie.
Il est situé sur un rocher d'origine volcanique qui surplombe de cent vingt mètres la rivière Ouj, sur sa rive gauche. Le pic culmine lui-même à une altitude de 260 m.

## Organisation
Le château de Nevitsky s'organise autour d'une cour ovale délimitée par des édifices en briques comportant deux étages. Le donjon est une tour à quatre étages édifiée au-dessus de l'un de ces bâtiments, en direction du sud-est.
Une deuxième et une troisième ligne de remparts fortifiés protègent le château, complétés par des fossés défensifs. L'entrée est située au nord-ouest du domaine. Elle prend la forme d'une « tour-porte à six angles orientée vers l'extérieur », qui donne sur un couloir défensif, selon l'Encyclopédie de l'histoire de l'Ukraine. Un pont-levis gardait l'entrée vers l'extérieur.

## Histoire

### Contexte
L'histoire du château de Nevitsky est liée à celle de la Hongrie, car l'édifice est situé sur des territoires occupés par des Hongrois durant une grande partie de son existence. Ces territoires sont sujets à des conflits récurrents entre les peuples hongrois, polonais, roumain et rusyn. La Transcarpatie est intégrée à l'Ukraine avec l'extension de l'Union soviétique vers l'ouest, conséquence de la Seconde Guerre mondiale.

### Construction et premières utilisations
Les historiens n'ont pas déterminé la date exacte de construction du château, mais avancent deux hypothèses : il aurait été édifié soit au tournant des XIIe et XIIIe siècles, soit à la fin du XIIIe siècle. L'édifice est tout d'abord d'une conception sommaire : une « tour ronde en briques entourée de fortifications en bois et en terre ». Il sert à abriter une garnison militaire assurant la défense du territoire hongrois face à une éventuelle invasion par les cols des Carpates et protégeant les routes commerciales.
En 1241, le château de Nevitsky est en première ligne face aux invasions mongoles. Il ne suffit pas à les ralentir, est incendié par l'armée mongole et laissé à l'état de ruine. Peu après le retrait des troupes mongoles, la forteresse est rapidement reconstruite et sa conception est renforcée.
Le château est mentionné pour la première fois en 1274, étant alors la propriété du roi hongrois Ladislas IV. Cinq ans plus tard, il est en possession du seigneur hongrois Finti, de la famille Obo, qui l'a reçu des mains de Ladislas IV lorsque ce dernier l'a nommé à la tête du comitat d'Ung. Vers 1311, probablement sous l'autorité de Finti, un nouveau donjon carré est édifié, ainsi qu'une citerne collectant l'eau de pluie.

### Propriété des Drugeths et destruction
À partir de 1317, une série de révoltes contre le roi de Hongrie Charles Ier Robert fait passer le château de mains en mains ; il finit par devenir la propriété du seigneur Janos Drugeth — issu de la famille Drugeth (en), une maison noble italienne aux origines françaises — qui transmet le domaine à ses descendants sur plusieurs générations,. Selon C. J. Wilkinson, Charles Ier Robert aurait remis volontairement le domaine aux Drugeths en récompense de sa fidélité. À partir du milieu du XVe siècle, le château devient un musée, puis il bénéficie d'une importante restauration au début du xvie siècle. 
À partir de la fin du xvie siècle, les propriétaires du château évoluent à nouveau en raison des conquêtes militaires et des rivalités familiales au sein de la famille Drugeth. En 1600, un membre de cette lignée, à la tête d'une armée de 3 000 hommes, assiège le château, encore occupé par la veuve du précédent propriétaire et son fils. Ils sont obligés de fuir.
En 1619, le gouverneur de Transylvanie Gabriel Bethlen s'en empare, mais il meurt dix ans plus tard, laissant la propriété à nouveau aux mains des Drugeth, partisans de la maison de Habsbourg. Les Habsbourg sont catholiques alors que les habitants de la région de Nevitsky sont en majorité protestants, ce qui donne lieu à de fortes tensions. En 1644, après avoir conquis la place forte, Georges Ier Rákóczi la fait incendier et ordonne qu'elle ne sera pas restaurée. 
Pour Wilikison en 2015, la ruine du château est une « manifestation physique » de la défaite du royaume de Hongrie et des conséquences des divisions internes au sein des différentes familles. Il rapproche cette situation de la désunion du peuple ukrainien, dans le cadre de la guerre du Donbass.

### Restauration et fouilles
Le château reste dans cet état jusqu'à la fin du xixe siècle, lorsqu'un parc est aménagé autour du domaine. En 1923, il devient une propriété du club touristique d'Oujhorod, qui protège les restes de la structure avec un toit provisoire. Dans les années 1960 et 1970, un programme de restauration est initié. 
Des fouilles archéologiques se déroulent dans l'enceinte et aux abords du château depuis 1989. Dans la nuit du 10 au 11 mars 2019, le toit du donjon s'effondre en raison du mauvais état général de l'édifice, avant que les autorités ne puissent réaliser les travaux de restauration prévus.

## Galerie

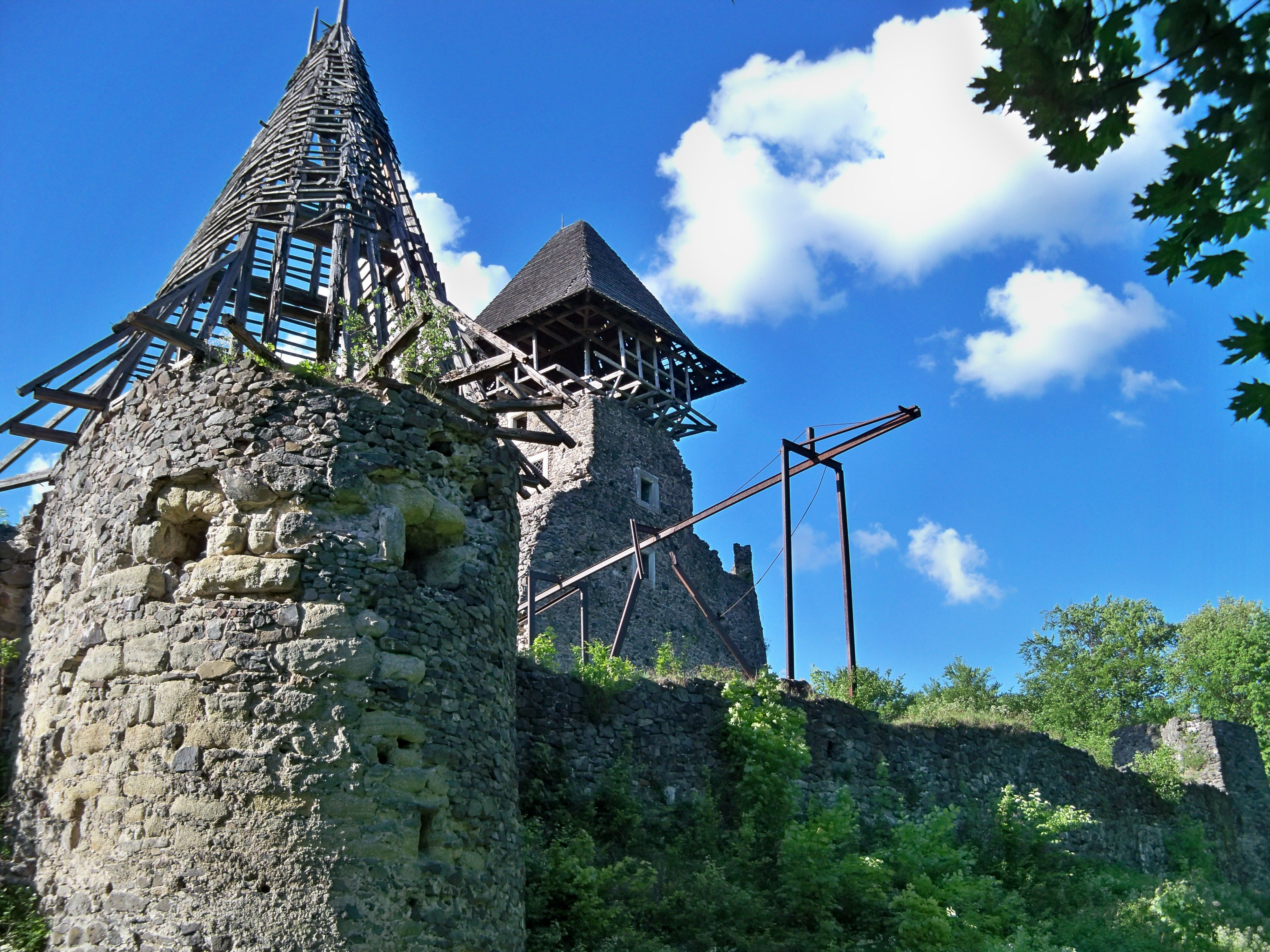
Vue du donjon.
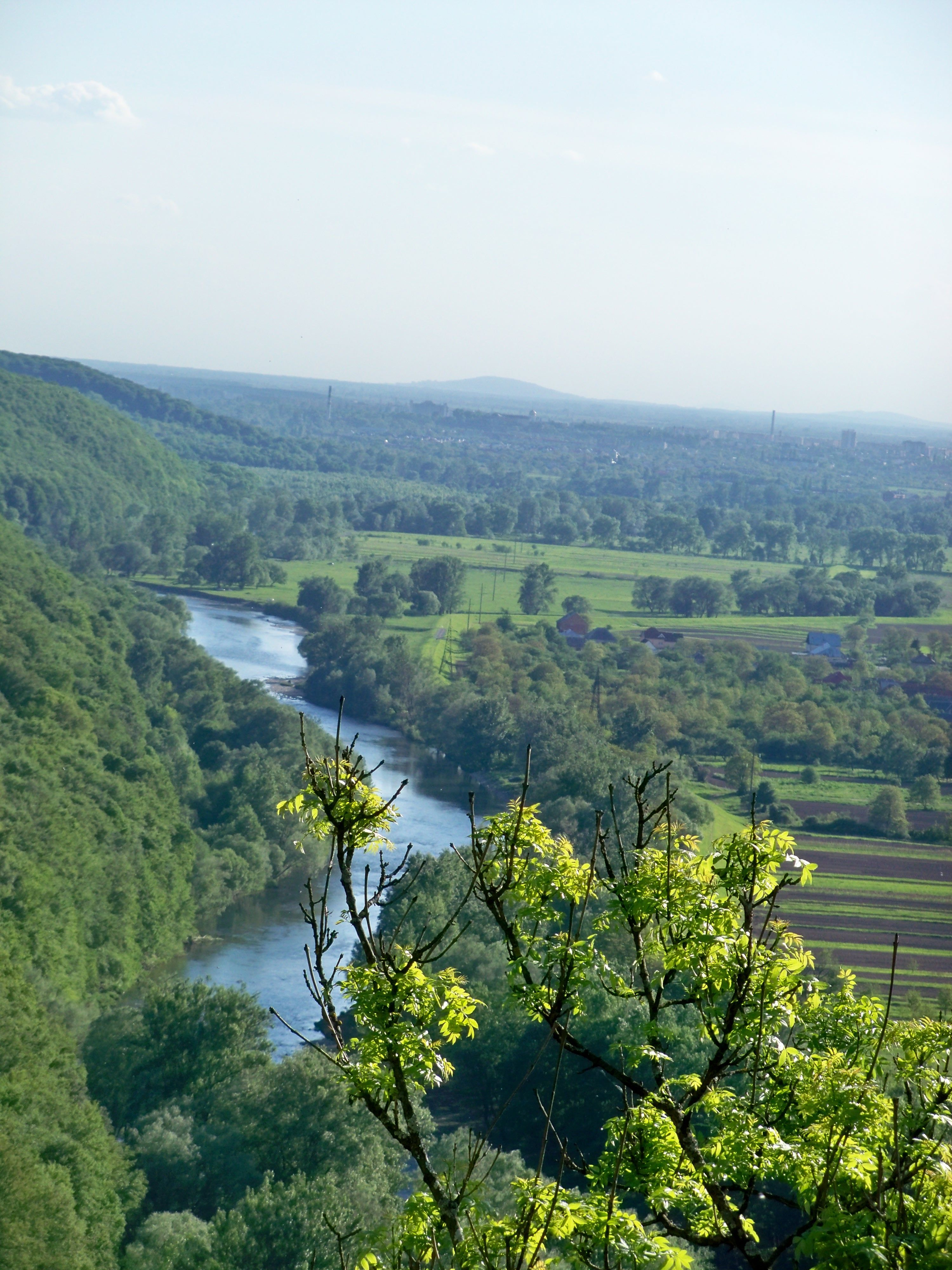
Panorama depuis le château.